# Fachhochschule des Heeres 1
Die Fachhochschule des Heeres 1 (FHSH 1) in der Starkenburg-Kaserne in Darmstadt war neben der Fachhochschule des Heeres 2 in München eine der beiden Fachhochschulen des Heeres. Zuvor firmierte sie unter den Bezeichnungen Akademie des Heeres für Maschinenwesen (1966–1974), Schule der Technischen Truppe I (1963–1966) und Höherer Technischer Lehrgang (1960–1963).
Die Fachhochschule des Heeres 1 wurde 1975 zusammen mit der Fachhochschule des Heeres 2 und der Fachhochschule der Luftwaffe in Neubiberg stufenweise in die Hochschule der Bundeswehr München integriert, die 1985 in Universität der Bundeswehr München umbenannt wurde. Der letzte Studienlehrgang an der Fachhochschule des Heeres 1 endete im Juli 1980. Auftrag der Fachhochschulen des Heeres war die Ausbildung von Offizieren des Truppendienstes des Heeres zu Technischen Offizieren mit dem Abschluss „Ingenieur (grad.)“ oder „Betriebswirt (grad.)“ der Ausbildungsrichtungen Maschinenbau und Betriebswirtschaft sowie ab 1973 auch Elektrotechnik.
Nach der Integration der Fachhochschulen des Heeres und der Luftwaffe in die Hochschule der Bundeswehr München entstanden dort neben den universitären Studiengängen die drei Fachbereiche mit Fachhochschulstudiengängen Bauingenieurwesen und Elektrotechnik, Maschinenbau und Betriebswirtschaft.

## Kommandeure
| Name                             | Beginn | Ende |
| -------------------------------- | ------ | ---- |
| Oberst Otto Mayer                | 1959   | 1966 |
| Brigadegeneral Heinrich Keil     | 1966   | 1969 |
| Brigadegeneral Eberhard Lohse    | 1969   | 1976 |
| Brigadegeneral Dieter Fingerhuth | 1976   | 1978 |
| Oberst Horst Stein               | 1978   | 1980 |

## Dozenten
- Wolf von Fabeck (Dozent für Technische Mechanik und Kreiseltechnik)

## Ehemalige Studenten/Absolventen
- Gert Gudera
- Helmut Nies
- Frank-Jürgen Weise